# Przejście graniczne Olszyna-Forst
Przejście graniczne Olszyna-Forst – istniejące w latach 1974–2007 polsko-niemieckie drogowe przejście graniczne położone w województwie lubuskim, w powiecie żarskim, w gminie Trzebiel, w miejscowości Olszyna.

## Opis
Przejście graniczne Olszyna-Forst z miejscem odprawy granicznej po stronie polskiej w miejscowości Olszyna, czynne było całą dobę. Dopuszczony był ruch osobowy, towarowy i mały ruch graniczny. Kontrolę graniczną osób, towarów i środków transportu wykonywała kolejno: Graniczna Placówka Kontrolna Straży Granicznej w Olszynie, Placówka Straży Granicznej w Olszynie.
Do przejścia granicznego po stronie polskiej prowadziła droga krajowa nr 18, natomiast po stronie niemieckiej autostrada federalna A15, równocześnie będące częścią trasy europejskiej E36. Obie miejscowości łączył most na rzece Nysie Łużyckiej.
Problemy w ruchu towarowym na przejściu granicznym pogłębiła decyzja władz Brandenburgii o wprowadzeniu zakazu poruszania z dniem 16 września 1996 roku pojazdów z lawetami na odcinku autostrady A12 od węzła Müllrose do przejścia granicznego Świecko-Frankfurt. Konsekwencją tej decyzji było przeniesienie odpraw samochodów na lawetach ze Świecka (dotychczas dziennie odprawiano ok. 600 pojazdów) do Olszyny. Na przejściu granicznym Gubin-Guben również zaprzestano odpraw pojazdów na lawetach. Przejście w Olszynie nie było przygotowane do odprawy tak dużej ilości pojazdów na lawetach (budowa terminala odpraw towarowych dopiero została rozpoczęta). Na parkingu w Preschen przed przejściem granicznym Olszyna-Forst stało np. w dniu 28 listopada 1996 roku 400 lawet, odprawiono w ciągu doby 140, czas oczekiwania na przekroczenie granicy sięgał 80 godz. (w niektórych dniach dochodziło do 120 godz.). Przeprowadzenie odpraw pojazdów na lawetach w Preschen nie było możliwe ze względów formalno–prawnych i organizacyjnych.
21 grudnia 2007 na mocy układu z Schengen przejście graniczne zostało zlikwidowane.
W 2022, w ramach prac związanych z modernizacją drogi krajowej nr 18 do klasy autostrady, zlikwidowano budynki oraz jezdnie manewrowe dawnego przejścia granicznego.

### Przejście graniczne z NRD
W okresie istnienia Niemieckiej Republiki Demokratycznej, funkcjonowało w tym miejscu polsko-niemieckie drogowe przejście graniczne Olszyna. Czynne było codziennie przez całą dobę. Dopuszczony był ruch osobowy i towarowy. Kontrolę graniczną osób, towarów i środków transportu wykonywała Graniczna Placówka Kontrolna Olszyna, Strażnica WOP Olszyna i ponownie od 1974 Graniczna Placówka Kontrolna Olszyna.

## Galeria

Stemple kontroli granicznej Olszyna-Forst
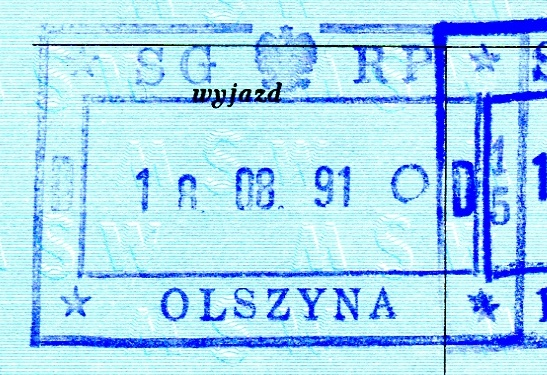
Polski stempel
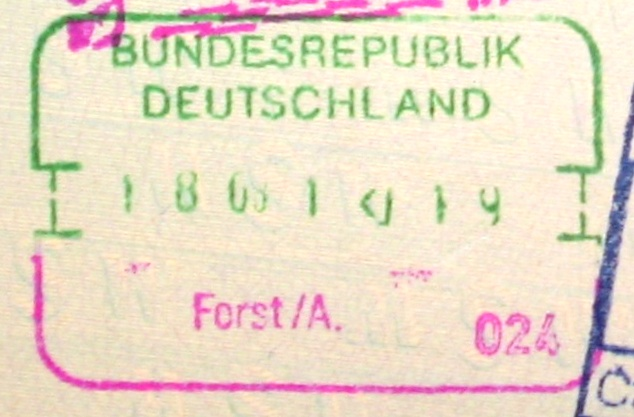
Niemiecki stempel